# Perda (física)

## Perdas no dielétrico
SÍMBOLO: tan (alfa).
As perdas, transformação de energia em calor, definem a eficiência dos transformadores e seus rendimentos. Elas se apresentam principalmente no núcleo e nos enrolamentos e são expressas em watts.
As perdas provocam o aquecimento das diversas partes do equipamento: núcleo, enrolamentos e óleo, quando a parte ativa (núcleo e enrolamentos) está imersa em óleo.

## Perdas no cobre dos enrolamentos ou perdas em cargas
É a potência ativa absorvida por um transformador quando alimentado por um de seus enrolamentos, com os terminais de um outro enrolamento em curto-circuito, nas condições estabelecidas em norma.
a)Perdas na resistência ôhmica dos enrolamentos:
Ocorre um tipo de dissipação indesejada de potência nos enrolamentos primários e secundários. Como os enrolamentos são constituídos de fios de cobre, nos referimos ao problema de perdas no cobre. Trata-se da dissipação de potência na forma de calor, por efeito Joule, que surge pela passagem de uma corrente (I) por um condutor de determinada resistência (R). Essa perda é determinada pela expressão:
P= R . I²
b)Perdas parasitas no condutor dos enrolamentos:
São perdas produzidas pelas correntes parasitas induzidas nos condutores das bobinas pelo fluxo de dispersão. São perdas que dependem da corrente, do carregamento elétrico e da geometria dos condutores das bobinas.
Um recurso para diminuir as perdas no cobre é o aumento da bitola dos fios dos enrolamentos. Outra maneira é manter a corrente no transformador no valor mais baixo possível.

## Perdas no núcleo ou perdas em vazio
É a potência ativa absorvida por um transformador quando alimentado por um de seus enrolamentos, com os terminais dos outros enrolamentos em circuito aberto.
a)Perdas por histerese:
São perdas provocadas pela propriedade dos materiais ferromagnéticos de apresentarem um atraso entre a indução magnética e o campo magnético.
b)Perdas por correntes parasitas ou de Foucault:
Quando uma corrente alternada está fluindo pelo enrolamento, um campo magnético variável surge no núcleo. A variação desse campo, aumentando e diminuindo, induz uma tensão no núcleo e essa força eletromotriz causa a circulação de correntes parasitas. Para minimizá-las, usam-se materiais de baixa condutividade, revestidos por um verniz isolador.
Quanto menor a espessura da chapa e maior a resistividade do material, menores são as perdas por correntes parasitas. Portanto, os núcleos são construídos com material laminado, com pequena espessura e com composição química que resulte num material de elevada resistividade.

## Perdas totais
É a soma das perdas em vazio e das perdas em carga de um transformador. Todas as perdas se transformam em calor, razão pela qual é necessário dimensionar a área de resfriamento, que permite a dissipação do calor.